# 堕胎-乳腺癌假说
堕胎-乳腺癌假说是认为人工流产会增加女性罹患乳腺癌风险的假说。这一假设目前不为主流科学观点和医学界所接受。在妊娠初期，人体内激素（例如雌激素）水平升高，并促进乳房的发育。该假说认为，如果这一生理过程被人为的堕胎所阻断，乳腺中将会留下一些尚未发育成熟的细胞；这些未完全分化的细胞更容易受外界刺激而癌变，因而使患乳腺癌的风险升高。
堕胎-乳腺癌假说一直是很多科学研究的主题，现今科学界已经得出结论：堕胎不会导致乳腺癌，流产或考虑堕胎的女性不必担心患乳腺癌的风险升高。这一结论受到许多权威医学机构的广泛支持，包括世界卫生组织、美国国家癌症研究所、美国癌症协会、美国妇产科医师学会、英国皇家妇产科学院、德国癌症研究中心和加拿大癌症协会。
一些反对堕胎者仍然认为堕胎和乳腺癌可能存在直接的因果关系。在美国，反对堕胎者推动修改相关法律，使得在一些州内，医疗保健提供者需要告诉寻求堕胎的妇女堕胎是乳腺癌的一个诱因。这类政治干预在布什政府修改美国国家癌症研究所的网站，表明堕胎可能会导致乳腺癌时达到高潮。为响应公众的关注，2003年，美国国家癌症研究所召开了一次研讨会，汇集了100多名专家。这次研讨会的结论是：虽然一些研究得出乳腺癌与堕胎之间的统计相关性，目前最有力的科学证据——一次大型前瞻性队列研究的结果表明，堕胎与乳腺癌风险的升高无关；部分研究得出存在关系的结论，可能是反应偏差（由于回答者的心理或性格倾向导致的偏差）所致。
有观点认为，持续宣扬堕胎与乳腺癌之间的关系是反对堕胎者“以妇女为中心”战略的一部分。而反堕胎团体认为，只有向人们提供这些信息，才能实现法律要求的知情同意——这是一些保守派政治家所关注的问题。堕胎-乳腺癌假说仍然是政治争议的一个热门主题。

## 医学机构的意见
已经进行相关调查研究的医学机构都得出一致的结论——堕胎不会导致乳腺癌。这些机构包括世界卫生组织、美国国家癌症研究所，美国癌症学会等。下面列举部分机构的结论：
- 世界卫生组织于2012年得出结论：“可靠的的流行病学数据显示，自然流产或人工流产后，妇女患乳腺癌的风险并未增加”[3]，完善了早期的调查结果——“人工流产不会增加乳腺癌的风险”[2]。
- 美国癌症协会得出结论：“目前，没有科学证据支持任何类型的堕胎会增加患乳腺癌或任何其他类型癌症的风险。”[25]
- 美国国家癌症研究所（国立卫生研究院的一部分）[26]得出结论，“人工流产与患乳腺癌的风险升高没有相关性”，并将其证据评级定为1级——这是流行病学证据评级系统的最高级[19]。
- 美国妇产科医师学会认为，“早期对人工流产史与乳腺癌风险之间关系的研究存在方法缺陷。近期更严谨的研究表明，人工流产与乳腺癌风险上升之间没有因果关系”[7]。
- 皇家妇产科学院对医学文献进行了回顾，并得出结论：“流产或堕胎与乳腺癌的发病之间没有确切的联系”[27]，并在其官方临床实践指南中建议“应告知女性人工流产与乳腺癌风险升高无关”[28]
- 德国癌症研究中心于2013年得出结论，流产和堕胎不会导致乳腺癌[9]。
- 加拿大癌症协会在2013年表示：没有科学证据支持堕胎与乳腺癌风险升高之间的联系。”[10]

## 主要的支持者
乔尔·布林德（Joel Brind），巴鲁克学院的一名生物学教授，是目前堕胎-乳腺癌假说的主要支持者之一。布林德强烈反对堕胎，并于20世纪90年代初期开始游说政治家，声称堕胎会导致乳腺癌。然而，布林德发现，因为他没有在同行评审的期刊中发表他的研究，他的游说没有得到重视。于是在1996年，他与两名同样反堕胎的医生和一位统计学家在《流行病学和社区卫生杂志》（Journal of Epidemiology and Community Health）发表了一篇文章，结论是人工流产是乳腺癌的一个危险因素。与布林德合作的统计学家后来表示：“（对于他们的调查结果）我有一些疑问。我认为问题还没有得到解决。当我们讨论该作出怎样的结论时，他（指布林德）希望作出最强的结论。我试图减弱结论，但布林德博士对他的观点非常坚定。”
布林德的论文被批评忽视了反应偏差，并“混淆相关关系与因果关系”。他的论文甚至受到了媒体的关注，以至于《流行病学和社区卫生杂志》在后一期杂志上刊登了一篇社论。此后，更大规模的研究与布林德结论的相矛盾，使布林德的观点没有得到科学界的接受。2003年，布林德也被邀参加了美国国家癌症研究所（NCI）召开的研讨会（见上文），他是唯一一个正式反对这次研讨会的结论——堕胎与乳腺癌风险的升高无关的人。布林德指责那些认为他的研究缺乏证据的观点，认为这是NCI和其他权威医疗机构的阴谋，其目的是“掩盖真相”以“保护堕胎产业”。

## 可能的生理机制

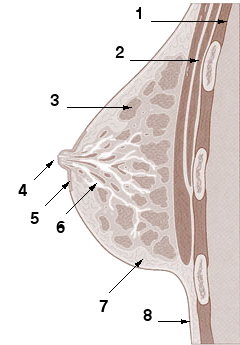
女性乳房的纵切面。图中3是乳房小叶，6是输乳管。

在妊娠初期，雌激素、孕激素、雌二醇激素水平提高，促进乳房生长，以预备后代出生后的哺乳期。堕胎-乳腺癌假说的支持者认为，如果在妊娠晚期乳房组织成熟（即分化完全）之前，堕胎或流产使这一过程中断，那么可能会相比怀孕前留下更多未成熟的细胞。随着时间的推移，这些未成熟细胞可能会暴露于致癌物质，导致乳腺癌风险升高。该机制首先在20世纪80年代进行的大鼠实验中提出并进行研究。
乳腺被分为许多叶，叶又分为若干小叶。按发育程度，共有四种类型的小叶：
- 1型，有11个乳腺管（未完全成熟）
- 2型，有47个乳腺管（未完全成熟）
- 3型，有80个乳腺管（成熟，激素受体减少）
- 4型，完全成熟（癌变几率更小），已经能够分泌母乳

妊娠初期，由于雌激素和孕酮水平的变化，1型小叶很快发育为2型小叶。在此之后，小叶发育成基本成熟3型和细胞分化完成的4型需要人胎盘催乳素（hPL）的作用。根据堕胎-乳腺癌假说，如果堕胎打断了这一生理过程，乳房内2型小叶的比例相比怀孕之前会升高。现在已经证实，成熟的乳腺细胞有较长的细胞周期，因而有更多的时间进行DNA修复。这可以解释生过一胎孩子的女性和未曾怀孕或曾经终止妊娠的女性相比，患乳腺癌的概率略低。
在此之后的研究发现胎盘分泌的人绒毛膜促性腺激素（hCG）能够诱导乳腺上皮细胞合成抑制素。伯恩斯坦（Bernstein L.）等人独立发现，当女性注射hCG用于减轻体重或治疗不育时，其患乳腺癌的几率降低。MichaelsK.B.等人由此推测，因为hCG在细胞分化中发挥作用并可能激活细胞凋亡，而人类妊娠早期hCG水平升高，“不完全的妊娠可能会和足月妊娠一样，能够降低女性患乳腺癌的风险”。这一结论与堕胎-乳腺癌假说正好相反。

## 历史
历史上第一个涉及堕胎与乳腺癌关系的研究是1957年在日本进行的一项检查常见癌症的广泛研究。研究人员对于从不可靠的方法中得出结论持谨慎态度。在20世纪60年代，布莱恩·麦克马洪等人在欧洲和亚洲进行了几项研究，其中涉及堕胎与乳腺癌的相关性。他们1973年在《国家癌症研究所杂志》上发表的论文得出一个不准确的结论——“在能够观察到这两者存在关系的地区，堕与乳腺癌风险增加有关，而非减少。”与目前关于这一假说的讨论关系密切的是一些大型队列研究、几个荟萃分析、病例对照研究和几项早期的大鼠实验。

### 大鼠实验
1980年，在费城的福克斯蔡斯癌症中心，Russo等人进行了一项研究，探讨人工流产与乳腺癌之间的关系。实验分析致癌物7,12-二甲基苯并蒽（DMBA）对处于生殖各个阶段的实验大鼠终末芽、终末管和肺泡芽的DNA标记指数（衡量DNA受损的程度）的影响。结果显示，中断妊娠的大鼠鼠患癌症的几率没有明显增加。然而，实验同时证实，妊娠和哺乳对多种形式的良性病变具有防护作用，例如增生性肺泡结节和囊肿。结果表明，中断妊娠的大鼠可能比普通大鼠有“相等或更高的良性病变发生率”，但没有证据表明有更高的癌症发生率。1982年对此进行了更细致的研究，证实了这一结果。1987年的一项后续研究进一步解释了之前的研究结果。
实际上，在Russo等人的研究结果中，未曾妊娠和中断妊娠的大鼠的患病几率相近，然而他们的研究仍然成为了未来20年中堕胎-乳腺癌假说的论据。除此以外，老鼠自然状态下不会出现乳腺癌。因此，将这些结果外推至人类流产和乳腺癌的可信度并不高。

## 流行病学证据
关于堕胎与乳腺癌之间关系的前瞻性队列研究的结果一直是否定的。一般认为这类研究比回顾性研究或病例对照研究可靠性更高。在病例对照研究中观察到的流产与乳腺癌之间的正相关性很可能是由回忆偏差引起的。
布林德等人1996年发表的论文（一篇对于23项研究报告的荟萃分析）认为，人工流产与乳腺癌风险之间存在正相关关系。作者估计，与未进行堕胎的女性相比，人工流产的女性患乳腺癌的相对风险为1.3。对这一结果的批评有很多方面，包括未能考虑到发表偏倚（有显著结果的研究往往会更有可能被发表）；此外，因为该荟萃分析包含的研究几乎都是病例对照研究，这些研究容易引起回忆偏差，而且很难选择合适的对照组。
1997年，Wingo等人回顾了32项关于堕胎和乳腺癌关系的研究，并得出结论，目前关于该主题的研究结果太不一致，对于自发流产或堕胎都不能得出明确的结论。
2004年，对包含83,000名乳腺癌女性的53项研究的数据进行的分析显示，无论是自发性流产还是堕胎的妇女，其患乳腺癌的风险并未增加。在该分析中，自然流产的女性患乳腺癌的相对风险为0.98，人工流产的风险为0.93。
2015年对一些前瞻性研究进行的系统综述和荟萃分析得出，没有能够支持自发性流产或堕胎与乳腺癌风险增加之间具有关联的证据。

## 政治影响
到20世纪80年代后期，政治家们认识到，执着于减少堕胎并不是一个成功的政治战略。在政治家大都选择放弃的情况下，反堕胎者变得更具侵略性和更加暴力，最终导致1993年David Gunn博士被谋杀，而1994年“诊所自由法案”通过。因为法案的通过，更为直接的行动难以实施，而有组织的行为成为了反堕胎运动的最前沿。他们的活动集中在法律层面，例如游说促进反对晚期堕胎、限制米非司酮（一种堕胎药物）立法。最近，反堕胎组织转而游说增加堕胎的障碍，例如强制性心理咨询、等待期和通知父母。有些人认为，反堕胎支持者将堕胎-乳腺癌假说视为反对堕胎运动的另一种策略。反堕胎团体对美国堕胎的法律挑战不断增加。2005年，一家加拿大反堕胎组织在艾伯塔省的广告牌上张贴了大型粉红色丝带和标语“停止掩饰”（指主流医学机构掩饰堕胎会引起乳腺癌的“事实”）。加拿大乳腺癌基金会担心人们会被反堕胎者误导。
反堕胎团体对堕胎-乳腺癌假说的持续关注促成了一种对抗性的政治环境。反堕胎支持者和科学界彼此间互相批评。反堕胎支持者的主张有时被斥为伪科学。
在20世纪90年代末期，美国国会的几位成员进入了这一争端中。在1998年的癌症研究听证会上，美国代表汤姆·科伯恩指责国家癌症研究所通过有选择地发布数据来误导公众。在1999年，众议院辩论FDA批准堕胎药米非司酮后不久，美国代表戴夫·韦尔登写了一封“亲爱的同事”信，附上约翰·金德利的一篇文章。韦尔登在信中表示，大多数研究表明堕胎与乳腺癌可能存在联系，他担心政治化“正在阻止重要信息传递给女性”。
截至2006年，在阿拉斯加州、密西西比州、得克萨斯州、西弗吉尼亚州和堪萨斯州，法律规定堕胎咨询材料要表明堕胎和乳腺癌之间的关系尚无定论，而明尼苏达州为二者没有关系。其他14个州也进行了类似的立法。《美国公共卫生杂志》的编辑表示，对这些法案能否符合科学发现表示担忧。
生物伦理学家Jacob M. Appel称，披露法可能在“理性基础”上违宪。分娩比堕胎更危险，这些数据在任何披露法中都不是必需的，但对于实现知情同意是必要的。Appel称，“如果没有罗诉韦德案之后美国的五十万例堕胎，会有大约五百名妇女死于分娩。”
2017年5月，唐纳德·特朗普总统任命反堕胎活动家，堕胎-乳腺癌假说的支持者Charmaine Yoest，担任卫生及公共服务部部长。

### 国家癌症研究所
美国国家癌症研究所（NCI）的网站上的结论一直是反堕胎者的目标。监督与政府改革委员会的一份报告发现，2002年11月布什政府修改了NCI网站。之前NCI的分析得出的结论是，虽然在20世纪90年代中期之前存在一些关于堕胎与乳腺癌之间关联的疑问，但一些大型且备受推崇的研究已经解决了这个问题。布什政府删除这一文字，并替换如下：
自1957年以来，已有30多项发表的研究报告了堕胎与乳腺癌之间可能存在关联。一些研究得出堕胎妇女患乳腺癌风险增加的统计学显着性证据，而另一些研究则认为存在风险。其他研究发现，中断妊娠的妇女患乳腺癌风险没有增加。
改变后的文字观点是堕胎-乳腺癌假说尚无定论。《纽约时报》的一篇社论将其描述为“严重失真”，而国会议员也就此事向卫生及公共服务部部长致信。为了应对这一事件，国家癌症研究所于2003年2月24日至26日召开了为期三天的研讨会，题目为“早期生殖事件和乳腺癌”。研讨会的结论是，人工流产不会增加妇女患乳腺癌的风险，且已经有确切的证据。在研讨会之后，美国癌症协会流行病学研究主任表示，“这个问题在科学上早就被解决了——基本上是一场政治辩论。”
布林德是研讨会上唯一提出反对意见的与会者。他认为研讨会的证据和调查结果受到组织者的过度控制，分配的时间太短，无法彻底审查文献。

### 北达科他州的诉讼
2000年1月，一名反对堕胎的顾问Amy Jo Kjolsrud起诉北达科他州法戈的红河妇女诊所涉嫌虚假广告。原告声称，该诊所通过分发一本的小册子来误导女性，这本小册子里面引用了国家癌症研究所对堕胎-乳腺癌假说的结论。小册子内容为：
反堕胎者声称，堕胎会增加患乳腺癌的风险并影响将来的生育。这些说法没有得到医学研究或医疗机构的认可。(着重为原文所示)
该案最初定于2001年9月11日审理，但由于袭击事件而被推迟。2002年3月25日，审判开始。经过四天的辩论，法官判决诊所胜诉。
来自生殖权利中心的律师Linda Rosenthal评论此案：“法官抵制了用堕胎-乳腺癌假说作为证据的策略。这一判决会让用这一伪科学的理论骚扰堕胎诊所并吓唬妇女的不道德行为销声匿迹。”然而，Kjolsrud的律师John Kindley称：“我认为，无论支持还是反对堕胎，人们都应该尊重人的自决权。人不应被隐瞒，而应该被告知可能的风险，即使这些风险还存在争议。”1998年，Kindley曾在威斯康星法律评论上发表文章，表示如果不向计划堕胎者提供关于堕胎-乳腺癌假说的信息，可以作为医疗事故起诉。

原告决定上诉，2003年9月23日，北达科他州最高法院驳回Kjolsrud的上诉，维持原判。上诉法院称，Kjolsrud“承认自己在提起诉讼之前，其实没有阅读过小册子。”上诉法院同时指出，在她提起诉讼后，堕胎诊所已经修改了小册子，修改后的文字如下：
一些反堕胎活动家声称，堕胎会增加患乳腺癌的风险。大量的医学研究表明，堕胎与乳腺癌之间没有确切的联系。事实上，美国国家癌症研究所已经表示，“没有证据表明乳腺癌与人工或自发的流产之间存在直接关系。”

## 外部連結
- NationalCancerInstitute:Abortion,Miscarriage,andBreastCancerRisk （页面存档备份，存于）
- Inducedabortiondoesnotincreasebreastcancerrisk，来自世界卫生组织的情况说明书
- IsAbortionLinkedtoBreastCancer? （页面存档备份，存于），来自美国癌症协会
- AmericanCollegeofObstetriciansandGynecologists:FindsNoLinkBetweenAbortionandBreastCancerRisk
- Jasen P. . Med Hist. October 2005, 49 (4): 423–44. PMC 1251638 . PMID 16562329. doi:10.1017/S0025727300009145.
- TheCareofWomenRequestingInducedAbortion，来自皇家妇产科学院
- DiscoverMagazine:TheScientistWhoHatedAbortion
- FactorsThatDoNotIncreaseRisk （页面存档备份，存于）